# George Talaz
George Talaz sau G. Talaz (n. 1890, Toporăști, jud. Vaslui – d. 1973) este pseudonimul lui George Antonescu, un poet, pictor și publicist care a colaborat la publicațiile Flacăra, Gândirea, Universul literar, Azi și mai ales la cenaclul profesorului M. Dragomirescu. A scris mai multe volume de poezii, dintre care Râsul apei (1923) și Sonete (1929) au fost premiate de Uniunea Scriitorilor Români, din care a făcut parte.
În Istoria literaturii române contemporane, Eugen Lovinescu apreciază poezia ca având o solidaritate intimă cu natura, dar critică lipsa de originalitate a formei, impresia de atonie, vetusitate și de banalitate.
Radu Boureanu spunea însă despre el: "Ca poet este un sincer, ca pictor stă sub semnul seninătății făcând o pictură pe care aș numi-o carnetul plastic al unui poet care se mărturisește fără ocoluri așa cum e: firesc, clar, reconstruit."

## Opere literare
- Flori de lut, Casa Școalelor, București, 1920
- Râsul apei, Editura literară a "Casei școalelor", București, 1923
- Soare, Tipografia "Graiul Românesc", București, 1926
- Sonete, 1929
- Fântână, Editura "Tiparul Universitar", București, 1937
- Armonii în zori. Poezii, Editura pentru Literatură, București, 1961 (cu un portret al autorului)
- Treptele împlinirii, Editura pentru Literatură, București, 1967
- Poezie. 1916-1966, Editura pentru Literatură, București, 1968